# Robertus monticola
Robertus monticola är en spindelart som beskrevs av Simon 1914. Robertus monticola ingår i släktet fuktspindlar, och familjen klotspindlar.
Artens utbredningsområde är Frankrike. Inga underarter finns listade i Catalogue of Life.